# José Díaz Pablo
José Díaz Pablo (nascut el 18 de març de 1945) és un futbolista madrileny retirat que va jugar com a davanter i posteriorment va fer d'entrenador.

## Carrera com a jugador
Nascut a Madrid, Díaz Pablo va arribar per primera vegada a Segona Divisió l'any 1967 amb el CF Badalona. Va fer el seu debut com a professional el 12 de novembre de 1967, començant en un empat a casa per 1-1 contra el CE Europa.
L'estiu de 1968 Díaz Pablo va passar a l'Onteniente CF, també a segona divisió. Va marcar el seu primer gol com a professional el 29 de setembre, però en una derrota a domicili per 1-2 contra el Real Valladolid.
Posteriorment Díaz Pablo va representar l'AD Alcorcón i es va retirar amb el club.

## Carrera com a entrenador
Immediatament després de retirar-se, Díaz Pablo va començar a treballar com a entrenador, entrenant el juvenil del seu antic club l'Alcorcón. Va ascendir a l'equip principal el 1982, i també va estar al capdavant del club durant dos períodes més, a part dels períodes als equips veïns CD Leganés i Talavera CF.